# Famille Ouroussov
 (mars 2025).
Si vous disposez d'ouvrages ou d'articles de référence ou si vous connaissez des sites web de qualité traitant du thème abordé ici, merci de compléter l'article en donnant les références utiles à sa vérifiabilité et en les liant à la section « Notes et références ».
La famille Ouroussoff, (en Russe: au masculin: Урусов, et au féminin: Урусова - en anglais : Urussov), est une famille princière d'origine tatare ayant pour ancêtre Edigu, aussi appelé Iedigueï, Edegueï ou Idigeï (En langue tatare : Идегәй, İdegəy) (1352-1419), capitaine de Tamerlan. Plus tard, il joua un rôle essentiel dans la Horde d'or dont il devint le seigneur et quelques années plus tard, ses descendants devinrent princes régnants sur la horde Nogaï.

## Histoire

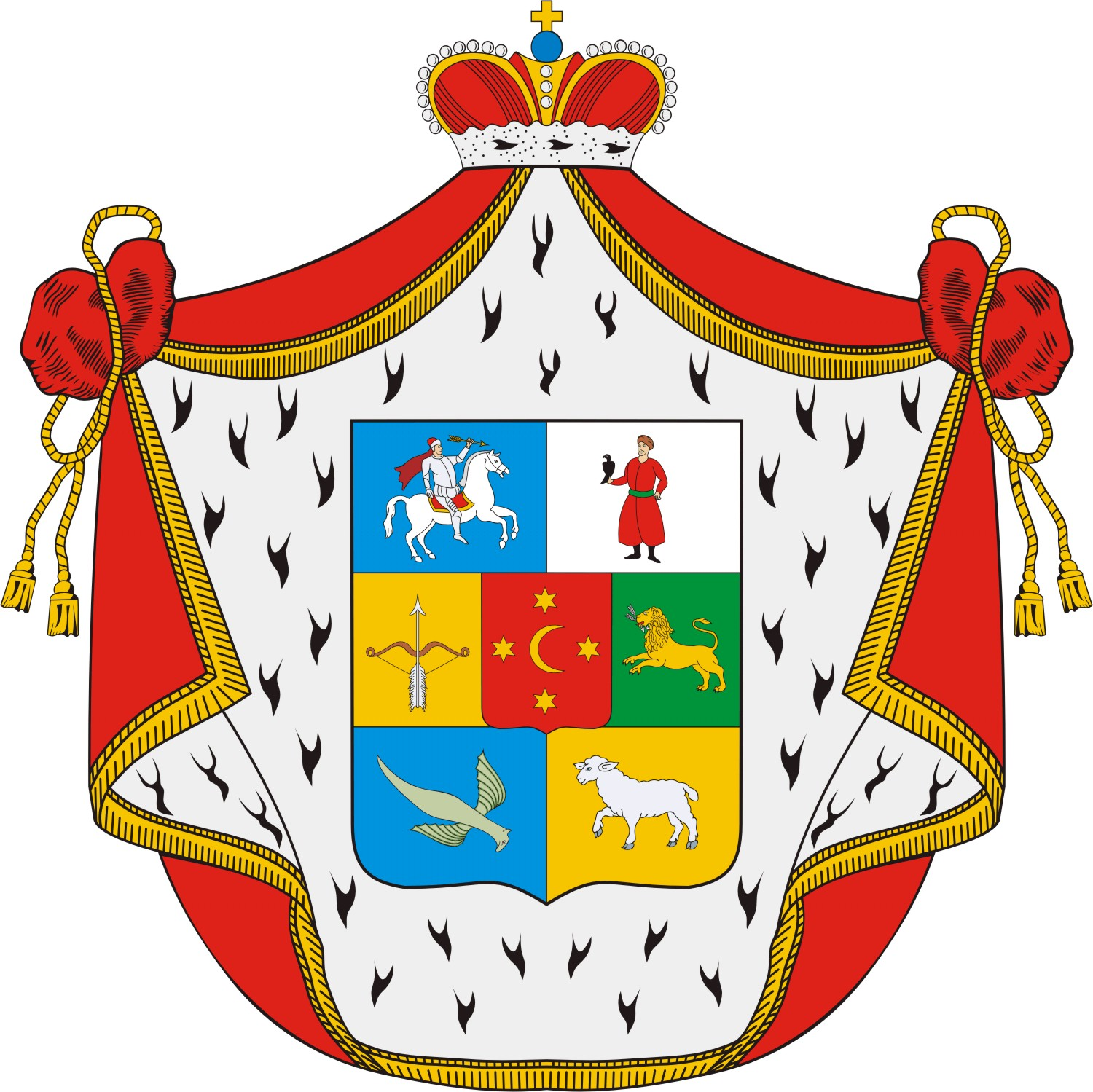
Armes des princes Ouroussoff

Iedigueï eut pour petit-fils aîné Akaz-Mourza qui eut trois fils: Moussa, Iamgourgueï et Arslan. Moussa-Mourza eut huit fils parmi lesquels le troisième est à l'origine des princes Koutoumov (ligne éteinte). Le cinquième, Youssouf-Mourza, est à l'origine des princes Youssoupoff (ou Ioussoupov en orthographe moderne). Le septième, quant à lui, est l'ancêtre des princes Cheïdiakov (ligne aujourd'hui éteinte). Le dernier, Izmaïl-Mourza, est le père d'un fils, le mourza Ourouss Magmet Aïdarovitch, prince des Nogaïs, qui se mit au service de la Russie. Il reçoit de Boris Godounov la ville et les domaines de Kassimov (près de la ville actuelle de Riazan) en 1600 et en devient le seigneur. Il est donc l'ancêtre des princes Ouroussoff.
Ourouss-Mourza meurt à Kalouga en 1610, exécuté sur dénonciation de son fils par le second faux Dimitri, qui avait voulu le joindre à ses partisans, alors qu'il était venu avec une troupe nombreuse. Il laisse six fils, Kan, Ak-Arslan, Saty, Baïterek (dont furent issus les princes Baïterekov), Kassim et Kobech.
- Kan-Mourza a comme fils, Kourmych, Iandan, Biy et Arslan. Kourmych est en 1626 au service de la Russie dans la région d'Astrakhan avec sa propre armée de 2 925 hommes. Il reste musulman et sa descendance n'est pas connue. Iandan se convertit à l'orthodoxie et prend comme nom de baptême Boris. Il épouse à Moscou la princesse Tatiana Petrovna Akhamachoukova-Tcherkaskaïa, de famille convertie, mais meurt sans descendance en 1620 et sa veuve devient religieuse[2]. Biy-Mourza se convertit sous le nom de Pierre (Piotr) et fait partie de la suite de Michel Romanov à son deuxième mariage en 1626. Quant à Arslan, son sort est inconnu.
- Ak-Arslan a huit fils dont trois se convertissent: Ourak (devenu Piotr Arslanovitch), Zabrek (Alexandre Arslanovitch) et Yansokh (Ivan Arslanovitch) qui combat à Oustioujna.
- Saty a un fils aîné, le mourza Kassim, qui se convertit sous le nom d'André (Andreï); Devenu le prince André Satiévitch Ouroussoff, c'est de lui dont descendent les princes de ce nom. En effet, Piotr Arslanovitch n'eut qu'un fils, Vassili Petrovitch Ouroussoff, qui fut stolnik (rang donnant le droit de servir le tsar à sa table) de Fédor III et dont le mariage fut stérile.

Les Ouroussoff tiennent donc dès leur conversion (et même avant) de hautes positions auprès du tsar et dans la Moscovie. Sous le tsar Alexis, ils font partie des seize grandes familles au rang de boyard après avoir été okolnitchi, c'est-à-dire les familiers du tsar à la Cour de Moscou. Ils avaient au début mission d'organiser les déplacements du tsar et d'accueillir les ambassadeurs pour les lui présenter, et peu à peu ce rang sera synonyme de postes de hautes fonctions d'État. Ce système sera aboli par Pierre le Grand pour la Table des Rangs. Les boyards, quant à eux étaient au sommet de la hiérarchie nobiliaire. Les fondateurs des lignées Ouroussoff étaient des combattants au service de la Russie avec leurs armées, leurs descendants poursuivent la tradition de service. Ainsi Semion Andreïevitch (1610-1657), commandant de Novgorod, mit en défaite les Polonais en 1655. On retient aussi le nom du prince Alexandre Mikhaïlovitch (1766-1853) qui fut Ober-Kammerherr, littéralement haut seigneur de la Chambre (deuxième classe de la Table des Rangs) ayant pour fonction de diriger la cavalerie de la Cour et de présenter les personnes reçues en audience au palais impérial. Il fut aussi membre du Conseil d'Empire.
Le prince Sergueï Nikolaïevitch Ouroussoff (1816-1883), marié avec une princesse Troubetskoï, fut secrétaire d'État, membre du Conseil d'Empire, conseiller secret, sénateur, ministre de la justice. Mikhaïl Alexandrovitch (1802-1883) fut général de cavalerie et sénateur. Sergueï Semionovitch (1827-1897) fut général et défenseur de Sébastopol.

## Personnalités

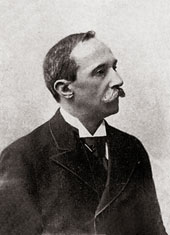
Portrait du prince Lev Pavlovitch Ouroussoff

Les personnalités connues de cette famille sont : 
- Fiodor Nikititch Ouroussoff : Seigneur et prince. Il épousa Fiokla Semionovna Jeha, sœur de Evfimia-Agafia Semionovna Groutchetskaïa, première épouse de Fiodor III de Russie;
- Alexandre Ivanovitch Ouroussoff (1843-1900), avocat russe;
- Alexandre Petrovitch Ouroussoff (1768-1835), Major-général, au cours des Guerres napoléoniennes, il fut l'un des commandants de l'Armée impériale de Russie;
- Vassili Semionovitch Ouroussoff (1668-1750), boyard, feldmaréchal;
- Vassili Alexeïevitch Ouroussoff (1690-1741), lieutenant-général;
- Dmitri Semionovitch Ouroussoff (1829-1903), joueur d'échecs, ce prince fut membre de la commission qui élabora les statuts des jeux d'échecs en 1854 et 1857;
- Pavel Alexandrovitch Ouroussoff (1807-1886), général d'infanterie;
- Lev Pavlovitch Ouroussoff (1839-1928), diplomate russe, fils du précédent;
- Vladimir Pavlovitch Ouroussoff, conseiller d'État russe et chambellan;
- Lev Vladimirovitch Ouroussoff (1877-1933) à Paris (fils du précédent), diplomate russe au Japon, champion de tennis et membre du Comité Olympique russe en émigration;
- Alexandre Mikhaïlovitch Ouroussoff, prince et général d'infanterie russe;
- Maria Alexandrovna Ouroussoff, princesse (fille du précédent) (1800-?1853), épouse du ministre Alexandre Gortchakov;
- Mikhaïl Alexandrovitch Ouroussoff (1802-1883), prince et général de cavalerie russe, gouverneur général de Vitebsk, Mogilev, Smolensk, fils du précédent;
- Nikita Sergueïevitch Ouroussoff (1760-1806), gouverneur de la vice-royauté de Iaroslavl, conseiller d'État;
- Nikita Semionovitch Ouroussoff (1640-1692), boyard;
- Nikolaï Ioulievitch Ouroussoff (1767-1821), major-général, au cours des Guerres napoléoniennes, ce prince russe fut l'un des commandants de l'Armée impériale de Russie;
- Piotr Arslanovitch Ouroussoff (Lawoi Bin Zhang Arslan), (-1639), Mourza (titre aristocratique dans des États turcophones comme le khanat de Kazan, d'Astrakhan, le khanat de Crimée et la Horde Nogaï;
- Sergueï Nikolaïevitch Ouroussoff (1816-1883), prince et homme politique russe, ministre de la Justice de 1867 à 1867;
- Piotr Semionovitch Ouroussoff, boyard;
- Sergueï Dmitrievitch Ouroussoff (1862-1937), prince, homme politique russe, gouverneur de Tver, député membre de la Douma, fils de Dmitri Semionovitch Ouroussoff;
- Sergueï Petrovitch Ouroussoff (1859-1915), prince, écrivain et zoologiste russe;
- Sergueï Semionovitch Ouroussoff (1827-1897), prince, major-général russe, héros de la défense de Sébastopol, remarquable joueur d'échecs, frère de Dmitri Semionovitch Ouroussoff.
- Hélène Kharitonenko, princesse Ouroussoff, portraiturée avec sa sœur par Albert Besnard en 1903.
- Ievdokia Iourievna Ouroussoff (1908-1996), princesse et actrice russe.